# The Worst Witch (televisieserie uit 2017)
The Worst Witch (Nederlandse titel: De Hopeloze Heks) is een Brits-Duitse fantasy-dramaserie uit 2017, geproduceerd door CBBC en ZDF. De serie werd uitgezonden op CBBC en ZDF. Internationaal verscheen de serie op de streamingdienst Netflix. The Worst Witch is gebaseerd op het gelijknamige kinderboek uit 1974, geschreven en geïllustreerd door Jill Murphy. Het is de vijfde adaptatie na de televisiefilm uit 1986, de televisieserie uit 1998, de televisie-spin-off uit 2001 en de televisie-spin-off uit 2005.

## Verhaal
Mildred Hubble leidt een normaal leven met haar moeder. Eens verschijnt het meisje door omstandigheden in de heksenschool. Maar hoe hard Mildred ook probeerde, haar spreuken eindigden altijd slecht en bleken chaotisch te zijn.

## Rolverdeling
| Acteur              | Personage       |
| ------------------- | --------------- |
| Clare Higgins       | Miss Cackle     |
| Raquel Cassidy      | Miss Hardbroom  |
| Bella Ramsey        | Mildred Hubble  |
| Tamara Smart        | Enid Nightshade |
| Philip Martin Brown | Mr Rowan Webb   |
| Nicholas Jones      | grote tovenaar  |
| Mina Anwar          | Miss Mould      |
| Nitin Ganatra       | Mr Daisy        |
| Amanda Holden       | Miss Pentangle  |

## Afleveringen
| Seizoen | Afleveringen | Oorspronkelijk uitgezonden | Oorspronkelijk uitgezonden |
| Seizoen | Afleveringen | Eerst uitgezonden          | Laatst uitgezonden         |
| ------- | ------------ | -------------------------- | -------------------------- |
| 1       | 13           | 11 januari 2017            | 29 maart 2017              |
| 2       | 13           | 8 januari 2018             | 26 maart 2018              |
| 3       | 13           | 7 januari 2019             | 25 maart 2019              |
| 4       | 13           | 27 januari 2020            | 20 april 2020              |

## Prijzen en nominaties
| Jaar | Prijs                                  | Categorie       | Genomineerde(n)                          | Uitslag     |
| ---- | -------------------------------------- | --------------- | ---------------------------------------- | ----------- |
| 2018 | BAFTA British Academy Children's Award | Best Drama      | Delyth Thomas, Kim Crowther & Neil Jones | Genomineerd |
| 2018 | BAFTA British Academy Children's Award | Young Performer | Bella Ramsey                             | Genomineerd |
| 2019 | BAFTA British Academy Children's Award | Best Drama      | Neil Jones, Kim Crowther & Dirk Campbell | Genomineerd |
| 2019 | BAFTA British Academy Children's Award | Best Performer  | Raquel Cassidy                           | Genomineerd |
| 2019 | BAFTA British Academy Children's Award | Young Performer | Bella Ramsey                             | Gewonnen    |